# Meredith Gardner

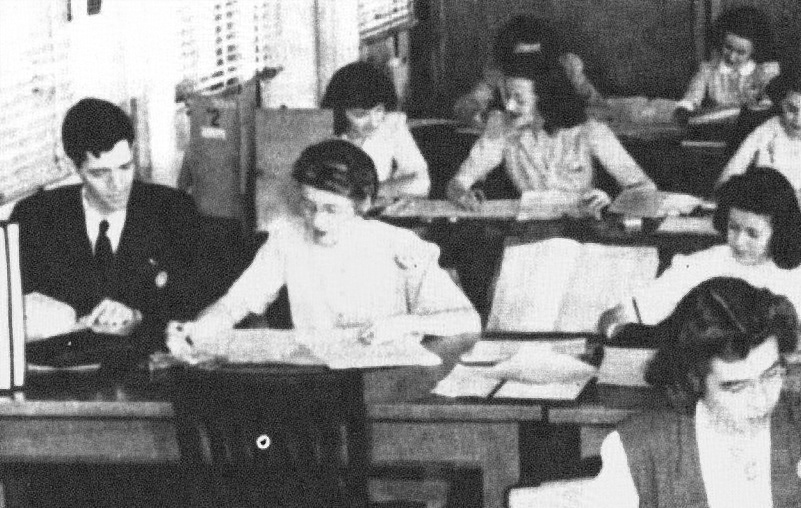
Gardner, ganz links, bei der Entschlüsselungs-Arbeit.

Meredith Knox Gardner (* 12. (oder 20.) Oktober 1912 in Okolona, Mississippi; † 9. August 2002 in Chevy Chase, Maryland) war ein US-amerikanischer Linguist und Codeknacker, dem einer der größten Geheimdienst-Coups des 20. Jahrhunderts gelang, als er im Rahmen des VENONA-Projekts sowjetische Nachrichten über Spionage in den USA entschlüsselte.

## Leben
Gardner wuchs in Austin (Texas) auf. Nach einem ersten Abschluss an der dortigen University of Texas erwarb er einen Master-Abschluss in Deutsch an der University of Wisconsin–Madison; dort war er von 1938 bis 1940 als Wissenschaftlicher Mitarbeiter beschäftigt. Als Linguistik-Professor an der University of Akron wurde er vom Signals Intelligence Service der US Army angeworben, um die Codes von Nazi-Deutschland zu knacken. Bald darauf begann er stattdessen an den Codes des Japanischen Kaiserreiches zu arbeiten und erlernte in nur wenigen Monaten die japanische Sprache.
Gardner ging 1972 in den Ruhestand; seine Arbeit blieb geheim bis 1996, als die NSA, die CIA und das Center for Democracy ihn und seine Kollegen auf Betreiben des US-Senators Daniel Patrick Moynihan mit einer Feier ehrten.
Als Rentner unterrichteten er und seine Frau Latein und lösten regelmäßig das Kreuzworträtsel der Londoner Times. Gardner starb im Alter von 89 Jahren.